# Ígor Sergún
Ígor Dmítrievich Sergún (Podolsk, Óblast de Moscú, 28 de marzo de 1957 – 3 de enero de 2016), militar ruso, fue director del Departamento Central de Inteligencia (GRU) desde 2011 hasta su muerte repentina. Fue ascendido a teniente general el 21 de febrero de 2015.

## Biografía
Ígor Sergún nació el 28 de marzo de 1957 en Podolsk, Óblast de Moscú. Realizó estudios en la Escuela Militar Suvórov de Moscú y los completó en la Escuela Superior de Mando Militar de Moscú. Trabajó para el Ejército Soviético desde 1973 y para el GRU desde 1984. No hay ninguna información que lo vincule a campañas como la Guerra de Afganistán (1978-1992), en la década de 1980, o a las Guerras de Chechenia en la década de 1990, o de cualquier otro combate real. En 1998, Sergún tenía el grado de coronel y fue nombrado agregado militar en Tirana, Albania.
El 26 de diciembre de 2011, Sergun fue nombrado director del GRU, que en 2010 recibió un nuevo nombre oficial, la Dirección General del Estado Mayor. También se convirtió en Jefe Adjunto del Estado Mayor General de las Fuerzas Armadas de la Federación de Rusia. Fue ascendido a teniente general por decreto presidencial del 31 de agosto de 2012, y a capitán general el 21 de febrero de 2015.
En 2014, Sergun fue incluido en las listas de sanciones de la Unión Europea y de Estados Unidos como "responsable de la actividad del GRU en el este de Ucrania".
Fue visto por última vez por los medios de comunicación en Bocharov Ruchey, como uno de los delegados rusos para las negociaciones con el rey Abdalá II de Jordania, el 24 de noviembre de 2015.

## Director del GRU

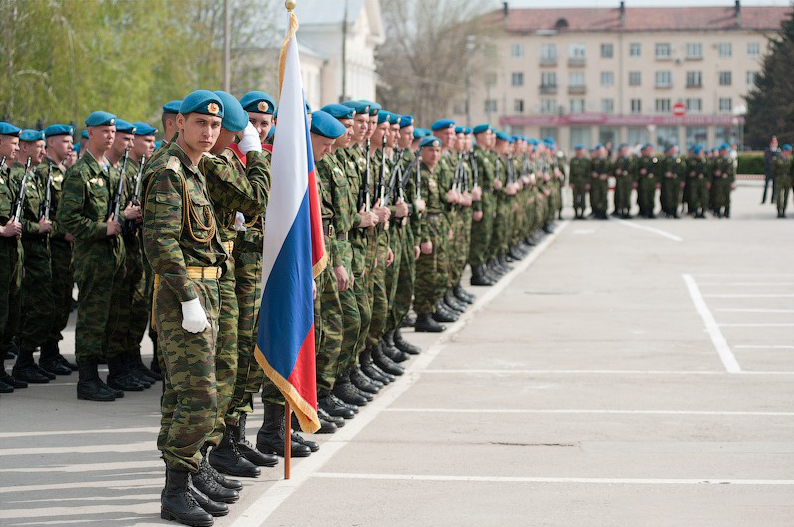
Desfile de la 3.ª brigada del Spetsnaz, 9 de mayo de 2011.

La Guerra de Osetia de 2008 evidenció rivalidad entre los servicios de inteligencia de Rusia. La reforma de las Fuerzas Armadas de Rusia iniciada a finales de la década de 2000 bajo el ministerio de Anatoli Serdiukov condujo a cierta reducción de personal y a cambios en el GRU. Valentín Korabélnikov fue cesado en abril de 2009 por mostrar su desacuerdo en público ante las reformas. En octubre de 2010, el Ministerio de Defensa anunció que el GRU Spetsnaz estaría subordinado a los comandos operacionales y estratégicos, es decir, sería transferido del Estado Mayor de las Fuerzas Terrestres, el Servicio de seguridad interno de Rusia, el FSB, que Vladímir Putin, antiguo jefe del mismo, tenía especial interés en unirlo con el servicio externo, el SVR.
El despido de Serdiukov como ministro de Defensa en noviembre de 2012, después de que se difundiera a los medios que había utilizado al ejército para construir un camino privado, aumentó la moral de la tropa y marcó el comienzo de un mayor gasto militar. Se cree que a las unidades de Spetnaz se les dio prioridad para hacer mejoras.

La labor de Sergún en el GRU se vio entorpecida por los ataques informáticos o ciberguerra, controlados ahora por una Agencia de Investigación de Internet (IRA), que vino a enredar las Protestas de 2011-2013 en Rusia y la escasa libertad de los medios de comunicación en Rusia. También le afectó la crisis del Cambridge Analytica.
La anexión de la península de Crimea por el ejército ruso también afectó en su etapa, así como la guerra encubierta y las tensiones con Ucrania.
En junio de 2013, Sergún recibió a Michael T. Flynn, su homólogo estadounidense y director de la Agencia de Inteligencia de la Defensa, en la misma sede del GRU, donde Flynn dio una conferencia a los oficiales rusos, a la que siguió una cena oficial.

## Muerte y homenajes
El 4 de enero de 2016, el sitio web del presidente de Rusia publicó un breve extracto del presidente Vladímir Putin en el que expresaba sus condolencias a los familiares de Sergún.
Algunas fuentes cuestionan la versión oficial, entre ellas el servicio de inteligencia estadounidense y la empresa Stratfor. El portavoz del Kremlin, Dmitry Peskov, rechazó los rumores.
En mayo de 2016, fue galardonado póstumamente con el título de Héroe de la Federación Rusa.

## Premios estatales
- Orden del Mérito Militar
- Orden de Honor
- Medalla de Mérito para la Batalla
- Medalla "En Conmemoración del 850 Aniversario de Moscú"
- Medalla del jubileo "60 Años de las Fuerzas Armadas de la URSS"
- Medalla del jubileo "70 Años de las Fuerzas Armadas de la URSS"
- Medalla "Por el Servicio Impecable", clase 1
- Medalla de la Orden "al Mérito", 2.ª clase
- La medalla "Para el fortalecimiento del sistema estatal de protección de la información", 2.ª clase
- "Medalla "de los Participantes de la Operación de Marzo-Shot Bosnia y Kosovo 12 de junio de 1999"